# Jimena Fernández
Jimena Fernández (ili Ximena Fernández) bila je kraljica Pamplone (Navara) u srednjem vijeku. Smatrana je osobom iznimno plemenitog podrijetla. Njezino je ime vjerojatno ženski oblik imena Šimun.
Njezin je otac bio plemić Fernando Bermúdez de Cea, drugi grof svog mjesta.
Majka joj je bila velika grofica Elvira Díaz, čiji su roditelji bili grof Diego Muñoz od Saldañe i njegova žena, Tregidija.
Jimena se udala – njezin muž je bio kralj García Sánchez II. od Pamplone.
Ovo su njihova djeca:
- Sančo III., kralj Navare
- Elvira Garcés, redovnica (špa. monja)
- García Garcés
- Uraka Garcés, kraljica Leona